# Diecéze tomburo-yambioská
Diecéze tomburo-yambioská či Diecéze Tombura-Yambio (lat. Dioecesis Tomburaen(sis)-Yambioen(sis), angl. Roman Catholic Diocese of Tombura-Yambio) je římskokatolická diecéze v Jižním Súdánu, která je sufragánní diecézí arcidiecéze Džuba. Od 19. dubna 2008 je biskupem diecéze Edward Hiiboro Kussala.

## Území a organizace
Diecéze se rozkládá na území katolických věřících latinského obřadu žijících ve státě Západní Equatoria, s výjimkou okresu Mundri, který je součástí diecéze Yei.
Sídlo diecéze je ve městě Yambio, kde se nachází katedrála Krista Krále. V Tombuře se nachází katedrála Panny Marie Pomocnice křesťanů.
V roce 2020 bylo území rozděleno na 22 farností. 

## Historie

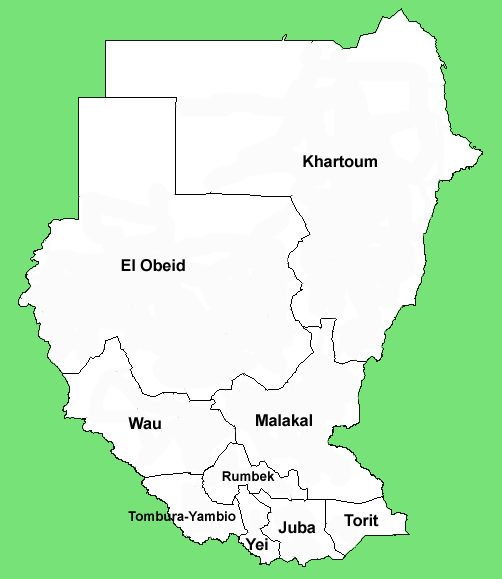
Diecéze v Súdánu a v Jižním Súdánu

Apoštolská prefektura Mupoi byla zřízena 3. března 1949 bulou Quo Christi Domini papeže Pia XII. a oddělila území od apoštolských vikariátů Bahr el-Gebel (dnes arcidiecéze Juba) a Bahr el-Ghazal (dnes diecéze Wau).
Dne 3. července 1955 postoupil Súdán část svého území pro zřízení apoštolského vikariátu Rumbek (dnes diecéze Rumbek) bulou Quandoquidem arcano papeže Pia XII.
1. ledna 1956 se Súdán stal nezávislým státem. V březnu 1964 byli vojenskou vládou generála Ibrahima Abbouda ze Súdánu vypovězeni všichni zahraniční misionáři, kteří se museli přestěhovat do Ugandy, Zairu a střední Afriky, a zůstalo jen velmi málo místních duchovních a katechetů. Po uzavření mírové dohody v Addis Abebě v roce 1972, která ukončila první súdánskou občanskou válku, se někteří kněží mohli vrátit.
12. prosince 1974 byla apoštolská prefektura povýšena na diecézi s názvem diecéze Tombura na základě buly papeže Pavla VI. Cum in Sudania.
Dne 21. února 1986 se na základě dekretu Summus Pontifex Kongregace pro evangelizaci národů přejmenovala na diecézi Tombura-Yambio, a to v návaznosti na přenesení katedrály z Tumbury do Yambia. Zároveň se původní katedrála stala diecézní konkatedrálou.
Na základě mírových dohod, které ukončily občanskou válku z let 1984–2005, vyhlásil Jižní Súdán 9. července 2011 nezávislost.

## Biskupové
- Domenico Ferrara, M.C.C.I. † (11. března 1949 – 18. dubna 1973 odstoupil)
- Joseph Abangite Gasi † (12. prosince 1974 – 19. dubna 2008 emeritura)
- Edward Hiiboro Kussala, od 19. dubna 2008

## Statistiky
Podle Annuario Pontificio 2021 měla diecéze na konci roku 2020 celkem 1 342 900 pokřtěných věřících.
| rok                                                                   | populace  | populace  | populace | kněží  | kněží    | kněží   | kněží      | trvalí jáhnové | řeholníci | řeholníci | farnosti |
| rok                                                                   | pokřtění  | celkem    | %        | celkem | diecézní | řeholní | počet křtů | trvalí jáhnové | muži      | ženy      | farnosti |
| --------------------------------------------------------------------- | --------- | --------- | -------- | ------ | -------- | ------- | ---------- | -------------- | --------- | --------- | -------- |
| 1950                                                                  | 21 707    | 257 000   | 8.4      | 18     | 2        | 16      | 1205       |                | 25        | 17        | 4        |
| 1969                                                                  | 95 360    | 150 000   | 63.6     | 10     | 6        | 4       | 9536       |                | 6         | 13        | 3        |
| 1980                                                                  | 134 826   | 222 794   | 60.5     | 11     | 7        | 4       | 12 256     |                | 7         | 9         | 9        |
| 1990                                                                  | 217 185   | 477 538   | 45.5     | 17     | 10       | 7       | 12 775     |                | 9         | 33        | 12       |
| 1999                                                                  | 214 231   | 454 347   | 47.2     | 17     | 13       | 4       | 12 601     |                | 9         | 20        | 12       |
| 2000                                                                  | 236 231   | 464 347   | 50.9     | 12     | 12       |         | 19 685     |                | 5         | 21        | 12       |
| 2001                                                                  | 241 000   | 474 000   | 50.8     | 13     | 13       |         | 18 538     |                | 5         | 24        | 12       |
| 2003                                                                  | 507 000   | 522 000   | 97.1     | 20     | 20       |         | 25 350     |                | 2         | 12        | 12       |
| 2004                                                                  | 310 000   | 643 000   | 48.2     | 25     | 24       | 1       | 12 400     |                | 5         | 29        | 13       |
| 2008                                                                  | 995 000   | 1 569 000 | 63.4     | 32     | 31       | 1       | 31 093     |                | 6         | 31        | 12       |
| 2014                                                                  | 1 072 000 | 1 691 000 | 63.4     | 32     | 31       | 1       | 33 500     |                | 6         | 31        | 12       |
| 2017                                                                  | 1 244 000 | 1 961 000 | 63.4     | 45     | 40       | 5       | 27 644     |                | 25        | 43        | 22       |
| 2020                                                                  | 1 342 900 | 2 117 450 | 63.4     | 46     | 41       | 5       | 29 193     |                | 25        | 43        | 22       |
| Zdroj: Catholic-Hierarchy, která přebírá údaje z Annuario Pontificio. |           |           |          |        |          |         |            |                |           |           |          |